# Glass Animals
Glass Animals é uma banda de indie rock britânica, formada em Oxford, Inglaterra, em 2010. Liderada pelo cantor, compositor e produtor Dave Bayley, o grupo também conta com seus amigos de infância Joe Seaward, Ed Irwin-Singer e Drew MacFarlane. Bayley escreveu e produziu todos os três álbuns da Glass Animals. Bayley passou sua infância em Massachusetts e Texas antes de se mudar para Oxford, onde conheceu os outros membros da banda.
O primeiro álbum da banda, Zaba (2014), gerou o single "Gooey", que acabou recebendo disco de platina nos Estados Unidos. Seu segundo álbum, How to Be a Human Being, recebeu críticas geralmente positivas e ganhou em duas categorias no MPG Awards de 2018 em Álbum do Ano do Reino Unido e Artista Autoprodutor do Ano, bem como um lugar na lista de finalistas do Mercury Prize. O terceiro álbum, Dreamland, seu primeiro álbum totalmente autobiográfico (Bayley disse que achava egoísta escrever sobre si mesmo), alcançou o número dois na parada de álbuns do Reino Unido e o número sete na Billboard 200 dos EUA.
Em seus shows ao vivo, eles tocam versões retrabalhadas e dançantes de suas canções. A canção "Heat Waves" além de alcançar o número cinco no UK Singles Chart e o top 5 em vários outros países europeus, alcançou o número um na Austrália, Suíça e Estados Unidos, onde alcançou o número um na Billboard Hot 100 deste último. No Brit Awards de 2022, Glass Animals foi indicada para Artista de Rock/Alternativo e Canção do Ano. No Grammy Awards de 2022, eles receberam sua primeira indicação na categoria Artista Revelação.

## História

### 2012–2015: Início da carreira,Zabae EPs

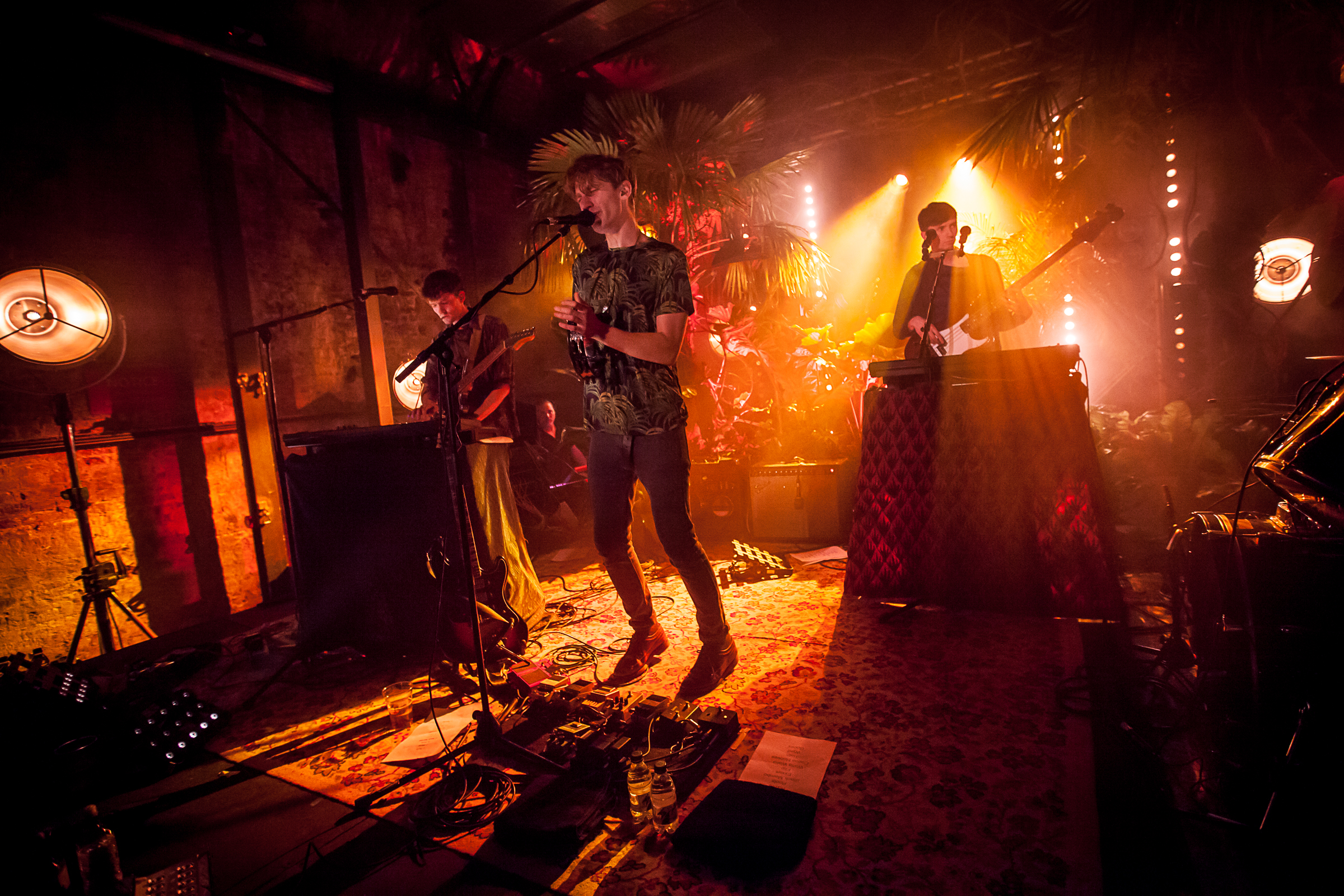
Glass Animals se apresentando em 2014

A banda lançou seu EP de estreia, Leaflings, em 28 de maio de 2012, que incluiu o single "Cocoa Hooves". O EP foi lançado pela gravadora independente Kaya Kaya Records, uma subsidiária e selo da XL Recordings (parte do Beggars Group de gravadoras). Na época, o vocalista e guitarrista Dave Bayley estava cursando a faculdade de medicina no King's College, em Londres, mas saiu depois que o produtor de Adele, Paul Epworth, viu Glass Animals se apresentando em Londres e assinou com sua gravadora Wolf Tone. Em 2013, a banda lançou os EPs Black Mambo / Exxus e Glass Animals. O lançamento digital da faixa "Black Mambo" chamou a primeira atenção da banda por meio de críticas online. O EP Glass Animals também contém uma colaboração com Jean Deaux, uma adolescente de hip-hop emotivo de Chicago, em uma canção intitulada "Woozy".
Em 2014, a banda fez sua primeira visita aos EUA, se apresentando no South by Southwest em Austin, Texas. Eles lançaram mais três singles: "Pools", "Gooey" e "Hazey", juntamente com uma colaboração com a cantora, compositora e produtora argentina Tei Shi. Todos os cinco singles foram incluídos no álbum de estreia da banda, Zaba, que foi lançado em junho de 2014. A banda cantou o single "Gooey" no Late Night with Seth Meyers em outubro de 2014, e no Late Show with David Letterman em fevereiro de 2015. Uma colaboração com o rapper norte-americano Joey Bada$$, intitulada "Lose Control", foi lançada em 6 de outubro de 2015.

### 2016–2019:How to Be a Human Being

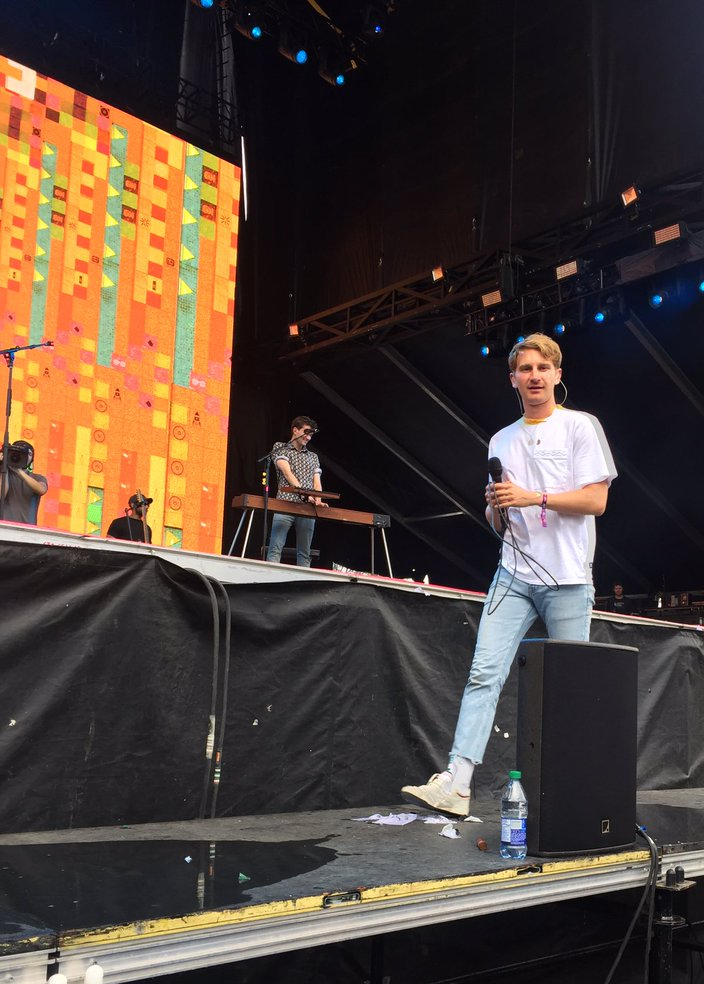
Glass Animals em 2017

Em 16 de maio de 2016, a banda lançou "Life Itself" como o primeiro single de seu segundo álbum How to Be a Human Being. A canção alcançou o número 14 na Billboard Alternative Songs. Um videoclipe para a canção foi lançado em 7 de junho de 2016. A banda também criou um site baseado no personagem de "Life Itself". Em 25 de julho, o segundo single do álbum, "Youth", foi lançado junto com seu videoclipe. A canção também foi usada como trilha sonora no popular videogame de futebol da EA Sports, FIFA 17. Quatro dias antes do lançamento do álbum, em 22 de agosto, a banda lançou o terceiro single, "Season 2 Episode 3". How to Be a Human Being foi lançado em 26 de agosto de 2016. O álbum recebeu elogios da crítica por seu "senso de admiração" e "impressão imediata", embora também tenha recebido algumas críticas mistas, pois os críticos acharam que era um pouco prematuro.

### 2019–presente:Dreamland
Após a turnê de How to Be a Human Being, a banda lançou dois singles; "Tokyo Drifting", um dueto com Denzel Curry, em 14 de novembro de 2019, e "Your Love (Déjà Vu)" em 19 de fevereiro de 2020. Em 1 de maio de 2020, a banda lançou um single chamado "Dreamland" e anunciou um álbum de mesmo nome a ser lançado em 10 de julho de 2020. Os primórdios do Dreamland se originaram após o acidente de bicicleta do baterista Joe Seaward em Dublin. Enquanto passava longas horas ao lado de Seaward no hospital enquanto ele se recuperava, Bayley começou a "escrever memórias e procurar mais memórias". Essas memórias acabaram evoluindo para o álbum nostálgico e muito pessoal, cheio de referências à infância de Bayley e outros pontos de sua vida.
Em 28 de junho, a banda anunciou que o álbum havia sido adiado, a fim de "manter o foco no movimento Black Lives Matter e as discussões que ocorrem em torno do racismo e da brutalidade policial em todo o mundo". Na preparação para Dreamland, Glass Animals lançou um site de código aberto onde os fãs podem acessar e baixar amostras de canções, obras de arte e outros conteúdos relacionados ao álbum. Dreamland foi lançado em 7 de agosto de 2020, através da Polydor Records no UK e Republic Records nos EUA; em uma entrevista à Atwood Magazine, Dave Bayley explicou: "Acho que o objetivo com este álbum era fazer algo que fosse incrivelmente honesto e incrivelmente nosso." O álbum alcançou o número dois no UK Albums Chart. Após 59 semanas na parada Billboard Hot 100, "Heat Waves" alcançou o número 1 na semana que terminou em 12 de março de 2022.

## Membros
- Dave Bayley – vocalista principal, guitarra, teclados, bateria, pandeiro
- Drew MacFarlane – guitarra, teclados, vocais de apoio
- Edmund Irwin-Singer – baixo, teclados, vocais de apoio
- Joe Seaward – bateria, percussão

## Discografia

### Álbuns de estúdio
| Álbum                                                                         | Detalhes | Posições nas tabelas | Posições nas tabelas | Posições nas tabelas | Posições nas tabelas | Posições nas tabelas | Posições nas tabelas | Posições nas tabelas | Posições nas tabelas | Posições nas tabelas | Posições nas tabelas | Vendas                | Certificações              |
| Álbum                                                                         | Detalhes | UK                   | AUS                  | BEL (FLA)            | BEL (VAL)            | CAN                  | EUA                  | IRL                  | NLD                  | NZL                  | SUI                  | Vendas                | Certificações              |
| ----------------------------------------------------------------------------- | --- | -------------------- | -------------------- | -------------------- | -------------------- | -------------------- | -------------------- | -------------------- | -------------------- | -------------------- | -------------------- | --------------------- | -------------------------- |
| Zaba                                                                          | - Lançamento: 6 de junho de 2014 - Gravadora(s): Wolf Tone, Caroline International, Harvest - Formato(s): CD, download digital, streaming, vinil                       | 92                   | 12                   | —                    | 162                  | —                    | 177                  | —                    | —                    | —                    | —                    | - : 136.000           |                            |
| How to Be a Human Being                                                       | - Lançamento: 26 de agosto de 2016 - Gravadora(s): Wolf Tone, Caroline International - Formato(s): CD, download digital, streaming, vinil                              | 23                   | 11                   | 68                   | 151                  | 50                   | 20                   | 20                   | 77                   | —                    | 87                   | - : 27.828 - : 12.000 | - BPI: Prata               |
| Dreamland                                                                     | - Lançamento: 7 de agosto de 2020 - Gravadora(s): Wolf Tone, Universal Music Operations Limited, Polydor - Formato(s): Cassete, CD, download digital, streaming, vinil | 2                    | 6                    | 32                   | 106                  | 13                   | 7                    | 8                    | 15                   | 8                    | 51                   | - : 60.000            | - MC: Platina - RIAA: Ouro |
| "—" denota álbuns que não entraram nas tabelas ou não foram lançadas no país. | |                      |                      |                      |                      |                      |                      |                      |                      |                      |                      |                       |                            |

### Álbuns deremixes
| Título  | Detalhes                                                                                               |
| ------- | --- |
| Remixes | - Lançamento: 17 de fevereiro de 2015 - Gravadora: Wolf Tone - Formato(s): Download digital, streaming |

### Extended plays(EPs)
| Título                      | Detalhes |
| --------------------------- | --- |
| Leaflings                   | - Lançamento: 28 de maio de 2012 - Gravadora(s): Kaya Kaya Records - Formato(s): Download digital, streaming                              |
| Glass Animals               | - Lançamento: 2013 - Gravadora(s): Wolf Tone - Formato(s): Download digital, streaming                                                    |
| Pools                       | - Lançamento: 2014 - Gravadora(s): Wolf Tone - Formato(s): Download digital, streaming                                                    |
| Adulthood                   | - Lançamento: 20 de novembro de 2020 - Gravadora(s): UMG Recordings - Formato(s): Download digital, streaming                             |
| Adolescence                 | - Lançamento: 4 de dezembro de 2020 - Gravadora(s): UMG Recordings - Formato(s): Download digital, streaming                              |
| Childhood                   | - Lançamento: 8 de janeiro de 2021 - Gravadora: UMG Recordings - Formato(s): Download digital, streaming                                  |
| Heat Waves (Expansion Pack) | - Lançamento: 18 de março de 2021 - Gravadora(s): Wolf Tone, Universal Music Operations Limited - Formato(s): Download digital, streaming |

### Singles

#### Como artista principal
| 2012                                                                           | "Cocoa Hooves"                                 | — | — | —  | — | — | — | — | —  | — | — | | Leaflings EP                   |
| 2013                                                                           | "Psylla"                                       | — | — | —  | — | — | — | — | —  | — | — | | Glass Animals EP               |
| 2013                                                                           | "Black Mambo"                                  | — | — | —  | — | — | — | — | —  | — | — | | Zaba                           |
| 2014                                                                           | "Pools"                                        | — | — | —  | — | — | — | — | —  | — | — | | Zaba                           |
| 2014                                                                           | "Gooey"                                        | — | — | 40 | — | — | — | — | —  | — | — | - BPI: Prata - ARIA: Platina - MC: Platina - RIAA: Platina                                                  | Zaba                           |
| 2014                                                                           | "Hazey"                                        | — | — | —  | — | — | — | — | —  | — | — | | Zaba                           |
| 2015                                                                           | "Lose Control" (com Joey Bada$$)               | — | — | —  | — | — | — | — | —  | — | — | | Não adicionado à nenhum álbum  |
| 2016                                                                           | "Life Itself"                                  | — | — | —  | — | — | — | — | —  | — | — | | How to Be a Human Being        |
| 2016                                                                           | "Youth"                                        | — | — | —  | — | — | — | — | —  | — | — | - ARIA: Ouro                                                                                                | How to Be a Human Being        |
| 2016                                                                           | "Season 2 Episode 3"                           | — | — | —  | — | — | — | — | —  | — | — | | How to Be a Human Being        |
| 2017                                                                           | "Pork Soda"                                    | — | — | —  | — | — | — | — | —  | — | — | | How to Be a Human Being        |
| 2017                                                                           | "Agnes"                                        | — | — | —  | — | — | — | — | —  | — | — | | How to Be a Human Being        |
| 2019                                                                           | "Tokyo Drifting" (com Denzel Curry)            | — | — | —  | — | — | — | — | —  | — | — | - ARIA: Platina                                                                                             | Dreamland                      |
| 2020                                                                           | "Your Love (Déjà Vu)"                          | — | — | —  | — | — | — | — | —  | — | — | | Dreamland                      |
| 2020                                                                           | "Dreamland"                                    | — | — | —  | — | — | — | — | —  | — | — | | Dreamland                      |
| 2020                                                                           | "Heat Waves" (solo ou com Iann Dior)           | 5 | 2 | 1  | 5 | 2 | 1 | 1 | 5  | 2 | 1 | - BPI: 2× Platina - ARIA: 9× Platina - BVMI: 3× Ouro - MC: 8× Platina - RIAA: 3× Platina - RMNZ: 4× Platina | Dreamland                      |
| 2020                                                                           | "It's All So Incredibly Loud"                  | — | — | —  | — | — | — | — | —  | — | — | | Dreamland                      |
| 2020                                                                           | "Tangerine" (com part. de Arlo Parks)          | — | — | —  | — | — | — | — | —  | — | — | | Dreamland                      |
| 2021                                                                           | "Space Ghost Coast to Coast" (com Bree Runway) | — | — | —  | — | — | — | — | —  | — | — | | Dreamland                      |
| 2021                                                                           | "I Don't Wanna Talk (I Just Wanna Dance)"      | — | — | —  | — | — | — | — | 92 | — | — | | Dreamland (+ Bonus Levels 2.0) |
| "—" denota canções que não entraram nas tabelas ou não foram lançadas no país. |                                                |   |   |    |   |   |   |   |    |   |   | |                                |

#### Singlespromocionais
| Ano  | Título                                          | Álbum                         |
| ---- | ----------------------------------------------- | ----------------------------- |
| 2020 | "Heart-Shaped Box (Quarantine Covers Ep. 1)"    | Não adicionado à nenhum álbum |
| 2020 | "Young and Beautiful (Quarantine Covers Ep. 2)" | Não adicionado à nenhum álbum |

### Outras canções nas tabelas
| 2016                                                                           | "The Other Side of Paradise"       | 45 | —  | How to Be a Human Being |
| 2020                                                                           | "Hot Sugar"                        | 41 | 28 | Dreamland               |
| 2020                                                                           | "Waterfalls Coming Out Your Mouth" | 45 | —  | Dreamland               |
| "—" denota canções que não entraram nas tabelas ou não foram lançadas no país. |                                    |    |    |                         |